# Kavarskas
Kavarskas (ryska: Каварскас) är en ort i Litauen.   Den ligger i kommunen Anykščiai och länet Utena län, i den centrala delen av landet, 90 km norr om huvudstaden Vilnius. Kavarskas ligger 74 meter över havet och antalet invånare är 755.
Terrängen runt Kavarskas är platt. Runt Kavarskas är det ganska glesbefolkat, med 26 invånare per kvadratkilometer. Närmaste större samhälle är Anyksciai, 15,0 km nordost om Kavarskas. I omgivningarna runt Kavarskas växer i huvudsak blandskog.